# ثيوغونيا

مخطوطة تعود لأوائل القرن السادس عشر تظهر بدايةالقصيدة

ثيوغونيا (باليونانية: Θεογονία)‏ وتعني «أنساب أو مولد الآلهة» هي قصيدة كتبها هسيود (عاش بين القرنين الثامن والسابع قبل الميلاد) وتصف أصول وأنساب آلهة اليونان، وقام بتأليفها حوالي العام 700 قبل الميلاد. وهي مكتوبة باللهجة الملحمية من اليونانية القديمة.

## وصلات خارجية
- ثيوغونيا على موقع الموسوعة البريطانية (الإنجليزية)